# Шикарная жизнь
«Шикарная жизнь» (англ. Lush Life) — американский фильм-драма 1993 года.

## Сюжет
Саксофонист Эл Горки и трубач Бадди Честер ведут безумную жизнь богемных джаз-музыкантов. Однажды Бадди узнаёт, что его мозг поражён опухолью, а сам он медленно умирает. Эл и Бадди решают устроить прощальное выступление.

## В роли
- Джефф Голдблюм — Эл Горки
- Форест Уитакер — Бадди Честер
- Кэти Бэйкер — Дженис Оливер
- Дон Чидл — Джек

## Факты о фильме
- Картина была снята всего за 20 дней и стала первой для режиссёра Майкла Элиаса.
- Игру на саксофоне Джеффа Голдблюма дублировал Боб Купер (en:Bob Cooper (musician)); трубу Форест Уитейкера — Чак Финдли (en:Chuck Findley); пение Кэти Бэйкер — Сью Рэйни (en:Sue Raney).